# Vem är rädd för Virginia Woolf? (film)
Vem är rädd för Virginia Woolf? (engelska: Who's Afraid of Virginia Woolf?) är en amerikansk dramakomedifilm från 1966 i regi av Mike Nichols. Filmen är baserad på Edward Albees pjäs med samma namn. I huvudrollerna ses Elizabeth Taylor och Richard Burton. Filmen hade svensk premiär den 10 oktober 1966.

## Rollista
- Elizabeth Taylor – Martha
- Richard Burton – George
- George Segal – Nick
- Sandy Dennis – Honey

## Priser och utmärkelser
Filmen nominerades till 13 Oscar och vann fem vid Oscarsgalan 1967: Bästa kvinnliga huvudroll (Elizabeth Taylor), bästa kvinnliga biroll (Sandy Dennis), bästa foto (svartvitt), bästa scenografi (svartvitt) och bästa kostym (svartvitt).